# Villers-Outréaux
Villers-Outréaux – miejscowość i gmina we Francji, w regionie Hauts-de-France, w departamencie Nord.
Według danych na rok 1990 gminę zamieszkiwało 2421 osób, a gęstość zaludnienia wynosiła 341 osób/km² (wśród 1549 gmin regionu Nord-Pas-de-Calais Villers-Outréaux plasuje się na 324. miejscu pod względem liczby ludności, natomiast pod względem powierzchni na miejscu 512.).